# CBSA China Tour
Die CBSA China Tour ist eine nationale Serie von Snookerturnieren der Volksrepublik China. Seit der Saison 2017/18 ist sie ein Qualifikationsweg für die professionelle World Snooker Tour. Üblicherweise werden jede Spielzeit zwei Zwei-Jahres-Spielberechtigungen für die Profitour vergeben. Unter dem Namen CBSA Qualifiers wurden in der Saison 2021/22 und 2023/24 ausnahmsweise vier beziehungsweise drei Startplätze ausgelobt.

## Modus
Die CBSA China Tour, auch China Professional Snooker Tour, umfasst pro Spielzeiten mehrere Snookerturniere, die überall in der Volksrepublik China unter der Leitung der Chinese Billiards & Snooker Association ausgetragen werden. Teilnahmeberechtigt sind alle chinesischen Spieler, auch solche, die bereits einen Profistatus haben. Mitunter werden als Rahmenprogramm auch Exhibitions mit europäischen Spitzenspielern veranstaltet. Seit der Saison 2017/18 ist die Turnierserie ein Qualifikationsevent für die World Snooker Tour, damals noch Snooker Main Tour. Bereits zu Beginn der Saison 2016/17 hatte der chinesische Nationalverband aber die Möglichkeit, zwei eigene Nominierungen zu machen. Die Wahl fiel damals auf Mei Xiwen und Rouzi Maimaiti. Üblicherweise werden zwei Spielberechtigungen für zwei Spielzeiten der Profitour vergeben. Die Auswahl der beiden Qualifikanten erfolgt dabei über die Rangliste der CBSA China Tour, die aus den Ergebnissen der Events errechnet wird: die beiden besten Amateurspieler erhalten eine Profistartberechtigung.
2021/22 hatte der chinesische Nationalverband ausnahmsweise die Möglichkeit, gleich vier Spieler in die Profitour zu senden. Dafür richtete man ein eigenes Qualifikationsturnier namens CBSA Qualifiers ein, das ähnlich der Q School ausgetragen wurde: bei zwei Turnieren qualifizierten sich jeweils die beiden Finalisten für die World Snooker Tour. In der Saison 2022/23 kehrte man zum alten Qualifikationsmodus zurück, allerdings gab es mit Peng Yisong in diesem Jahr nur einen Qualifikanten. Für die Saison 2023/24 wurde erneut ein Qualifikationsturnier ausgetragen. Der Sieger des ersten und die Finalisten des zweiten Turniers erhielten die drei Startplätze auf der Profitour.

## Qualifikanten
| Saison                                 | Qualifikant 1                          | Qualifikant 2                          |
| Nominierung des chinesischen Verbandes | Nominierung des chinesischen Verbandes | Nominierung des chinesischen Verbandes |
| -------------------------------------- | -------------------------------------- | -------------------------------------- |
| 2016/17                                | Mei Xiwen                              | Rouzi Maimaiti                         |
| CBSA China Tour                        |                                        |                                        |
| 2017/18                                | Li Yuan                                | Niu Zhuang                             |
| 2018/19                                | Chen Feilong                           | Zhang Jiankang                         |
| 2019/20                                | Chang Bingyu                           | Bai Langning                           |
| 2020/21                                | Pang Junxu                             | Zhao Jianbo                            |
| CBSA Qualifiers (zwei Events)          |                                        |                                        |
| 2021/22                                | Wu Yize                                | Zhang Jiankang                         |
| 2021/22                                | Cao Yupeng                             | Zhang Anda                             |
| CBSA China Tour                        |                                        |                                        |
| 2022/23                                | Peng Yisong                            | Peng Yisong                            |
| CBSA Qualifiers (zwei Events)          |                                        |                                        |
| 2023/24                                | Jiang Jun                              | Jiang Jun                              |
| 2023/24                                | Xing Zihao                             | Long Zehuang                           |
| CBSA China Tour                        |                                        |                                        |
| 2024/25                                | Gong Chenzhi                           | Huang Jiahao                           |
| 2025/26                                | Yao Pengcheng                          | Lan Yuhao                              |